# Szeszonk II
Szeszonk II – faraon, władca starożytnego Egiptu z XXII dynastii libijskiej, prawdopodobnie panował w latach 877–875 p.n.e.

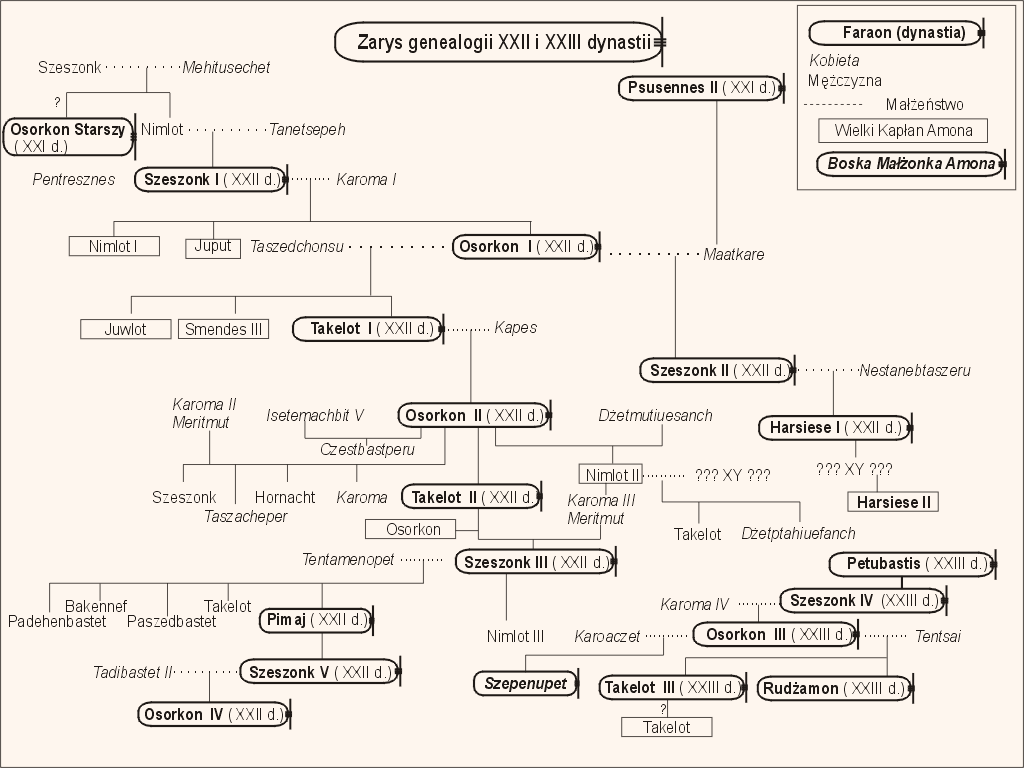
Zarys genealogii XXII i XXIII dynastii.

Jürgen von Beckerath w swej pracy „Chronologie des Pharaonischen Ägypten” wyraża pogląd, że był starszym synem Osorkona I i Maatkare – córki Psusennesa II i objął władzę po śmierci swego młodszego brata Takelota I, syna Osorkona I i Taschedchonsu. Pogląd ten podziela również Kenneth A. Kitchen w swej pracy „The Third Intermediate Period in Egypt”.
Istnieją także odmienne poglądy, dotyczące lat panowania oraz kolejności panowania synów Osorkona I.
Francuski egiptolog Nicolas Grimal podaje, iż Szeszonk II nigdy nie władał samodzielnie i był jedynie współwładcą, rządzącym razem ze swym ojcem. Według tych ocen Szeszonk II zmarł kilka miesięcy wcześniej niż jego ojciec, Osorkon I, a dopiero po jego śmierci tron odziedziczył jego młodszy syn – Takelot I.
Zanim osiągnął władzę przez około 30 lat sprawował funkcję wielkiego kapłana Amona w Tebach. Jego małżonką została Nestanebtaszeru, która urodziła syna Harsiese, w przyszłości wielkiego kapłana Amona oraz władcy, sprawującego władzę królewską, panującego w Tebaidzie.
Szeszonk II zmarł po panowaniu trwającym zaledwie dwa lata. Pochowany został w przedsionku grobowca Psusennesa I w Tanis. Odkrycia dokonał w marcu 1939 roku, prowadzący wykopaliska w Tanis, Pierre Montet. Prace w grobowcu w Tanis trwały w latach 1939–1940. Mumia króla, a właściwie jedynie szkielet, spoczywała w masywnej, wykonanej ze srebra antropoidalnej trumnie, której głowa przedstawia głowę sokoła. Twarz mumii kryła złota maska, a wokół niej, wewnątrz trumny, znajdowały się liczne, wspaniale przedmioty ze złota – bransolety, pektorały i pierścienie. Imię Szeszonka, znajdujące się na wielu z nich jednoznacznie ustalało tożsamość pochowanego władcy. W sarkofagu znaleziono również cztery niewielkie srebrne trumny, zawierające organy wewnętrzne władcy. Wokół sarkofagu znaleziono mnóstwo, porozrzucanych figurek uszebti.
Szczątki króla zostały przewiezione do Zakładu Anatomii Uniwersytetu Kairskiego, gdzie poddano je dokładnym badaniom. Na podstawie badań skostnienia żeber i badań czaszki ustalono, iż Szeszonk II zmarł w wieku ponad 50 lat. Odkryto również prawdopodobną przyczynę zgonu. Była nią infekcja bakteryjna w wyniku urazu czaszki. Przy dokładnych badaniach kości nóg odkryto pozostałości miniaturowych korzeni roślin, na podstawie czego wysnuto wniosek, iż przyczyną całkowitego rozkładu tkanek miękkich musiało być zalanie grobowca, co też zapewne spowodowało kiełkowanie nasion i pojawienie się korzeni.

## Tytulatura
| M23 · X1 | L2 · X1 |

| M23 · X1 | L2 · X1 |

| N5 | S38 | L1 | N5 · U21 · N35 |

| N5 | S38 | L1 | N5 · U21 · N35 |

| N5 | S38 | L1 | N5 · U21 · N35 |

| N5 | S38 | L1 | N5 · U21 · N35 |

| M23 · X1 | L2 · X1 |

| M23 · X1 | L2 · X1 |

| N5 | S38 | L1 | N5 · U21 · N35 |

| N5 | S38 | L1 | N5 · U21 · N35 |

| N5 | S38 | L1 | N5 · U21 · N35 |

| N5 | S38 | L1 | N5 · U21 · N35 |

| G39 | N5 |

| G39 | N5 |

| M17 | Y5 · N35 · N36 | M8 | M8 |

| M17 | Y5 · N35 · N36 | M8 | M8 |

| M17 | Y5 · N35 · N36 | M8 | M8 |

| M17 | Y5 · N35 · N36 | M8 | M8 |

| G39 | N5 |

| G39 | N5 |

| M17 | Y5 · N35 · N36 | M8 | M8 |

| M17 | Y5 · N35 · N36 | M8 | M8 |

| M17 | Y5 · N35 · N36 | M8 | M8 |

| M17 | Y5 · N35 · N36 | M8 | M8 |